# Лорер, Хайни
Ге́нрих «Ха́йни» Ло́рер (нем. Heinrich «Heini» Lohrer, 29 июня 1918, Ароза, Швейцария — 12 декабря 2011, Оберенгстринген, Швейцария) — швейцарский хоккеист, бронзовый призёр зимних Олимпийских игр в Санкт-Морице (1948).

## Карьера
Заниматься хоккеем начал вместе с братьями Вернером и Карлом в местном клубе EHC Arosa. В 1934 году для получения бизнес-образования переезжает в Цюрих, где начинает выступать за местный клуб Zürcher SC:
- 1936 и 1949 года — чемпион Швейцарии,
- 1944 и 1945 года — обладатель Кубка Шпенглера в составе Zürcher SC.

На международной арене за национальную сборную он провел 74 матча, забив 64 шайбы.
- 1937 год — выигрывает бронзу чемпионата мира и серебро континентального первенства,
- 1939 год — стал чемпионом Европы и бронзовым призёром чемпионата мира,
- 1948 год — швейцарцы впервые среди европейцев сумели победить сборную Канады (8:5). В том же году на зимних олимпийских играх в Санкт-Морице вместе со соборной он завоевывает бронзовые награды, став одновременно бронзовым медалистом чемпионата мира и серебряным — первенства Европы.

В 1953 году завершил спортивную карьеру, занимался бизнесом в сфере вычислительной электроники в компании Precisa AG. В свободное время увлекался гольфом и кёрлингом.